# John O’Callaghan (aktor)
John Austin „Johnny” O’Callaghan (ur. w Dublinie) − irlandzki aktor.

## Życiorys
Opuścił dom rodzinny w wieku siedemnastu lat, by studiować informatykę na University of Ulster w Belfaście. W tym okresie zaczął rozwijać swoje umiejętności aktorskie − początkowo w Belfast Youth and Community Theatre. Sztukę aktorską praktykował następnie w Bostonie (USA) oraz Toronto (Kanada). Dołączył do organizacji Canadian Actors Equity, wkrótce rozpoczął karierę w branży filmowej i teatralnej.
Wystąpił w wielu serialach, widzom telewizyjnym znany jest szczególnie jako Niam, bohater fantastycznonaukowego tasiemca Sci Fi Channel Gwiezdne wrota: Atlantyda. Zagrał m.in. w filmach Czy my się nie znamy? (Haven't We Met Before?, 2002) i Rodzina Mulvaneys (We Were The Mulvaneys, 2002).
Był partnerem australijskiego aktora Jaasona Simmonsa, co marcem 2008 na łamach australijskiego magazynu „New Idea” wyjawił sam Simmons. W 2006 adoptowali chłopca z Ugandy, Odina, po pewnym czasie para jednak ostatecznie zerwała ze sobą.
Posiada obywatelstwo irlandzkie, kanadyjskie i amerykańskie.